# Левенталь, Александр Густавович
Александр Густавович Левенталь (1832—1885) — российский врач, действительный статский советник.

## Биография
Родился 22 января (3 февраля) 1832 года в семье главного врача Московской Павловской больницы Густава Осиповича Левенталя (1788-1865) и его жены Софьи Михайловны (1808—1837).
В 1849 году с серебряной медалью окончил 1-ю Московскую гимназию. С раннего возраста он обнаруживал особое расположение к изучению языков и изящной словесности, и рассчитывал получить филологическое образование, но вследствие ограничения числа студентов на всех факультетах Московского университета, за исключением медицинского, он был вынужден поступить на медицинский факультет Московского университета. Занимался он не только на своём факультете, но и в аудиториях физико-математического и историко-филологического факультетов. Основательное знание древних и новейших языков в значительной мере содействовало ему в приобретении таких многосторонних познаний: французским и немецким языками он владел в таком же совершенстве, как и русским; знал довольно хорошо языки итальянский и английский, свободно читал Гомера и латинских классиков. Окончив в 1854 году университетский курс лекарем с отличием, он вскоре защитил диссертацию «Об египетском воспалении глаз» (СПб., 1856) и был признан Петербургской медико-хирургической академией доктором медицины.
Первые годы государственной службы А. Г. Левенталь провёл, сначала в Петербурге — в войсках гвардии, затем — в Московском военном госпитале и Александровском военном училище. В 1865 году он получил должность главного доктора Московской Павловской больницы, которую ранее занимал его отец. В том же 1865 году Левенталь был утверждён председателем медицинского комитета Императорского человеколюбивого общества, а в следующем году, по распоряжению московского генерал-губернатора, назначен членом постоянного комитета охранения народного здравия и медицинским инспектором Серпуховской части для борьбы с холерой.
В 1868 году А. Г. Левенталь был избран председателем Московской уездной земской управы, а затем действительным членом Московского губернского статистического комитета. С 24 декабря 1876 года состоял в чине действительного статского советника. Был награждён орденами: Св. Станислава 2-й ст. с императорской короной (1866), Св. Анны 2-й ст. с императорской короной (1872), Св. Владимира 3-й ст. (1876), Св. Станислава 1-й ст. (1880).
В 1877 году он был назначен главноуполномоченным Московского отдела Общества Красного Креста и за отличное состояние подведомственных ему санитарных учреждений удостоен Высочайшей благодарности. Независимо от своих многочисленных служебных обязанностей, он занимался учёной и литературной деятельностью, состоял членом многих медицинских и других учёных обществ и секретарём физико-медицинского общества. Как гласный Московской городской думы и председатель её санитарной комиссии, он в течение многих лет работал над трудным вопросом улучшения санитарных условий Москвы; путешествовал по Европе с целью изучения устройства больниц, составлял обширные доклады по различным санитарным вопросам, принимал деятельное участие в осуществлении устройства детской городской больницы Св. Владимира, учреждении постоянной думской санитарной комиссии и, наконец, в трудах съездов врачей Московского земства.
Умер 27 февраля (11 марта) 1885 года.